# Südliches Gleithörnchen
Das Südliche Gleithörnchen (Glaucomys volans) ist eine Nagetierart aus der Familie der Hörnchen (Sciuridae).

## Merkmale
Das Tier ist 25 Zentimeter lang, wobei ca. 10 Zentimeter auf den langen buschigen Schwanz entfallen. An beiden Körperseiten, zwischen den Vorder- und Hinterbeinen, trägt es eine Patagium genannte, dehnbare Hautfalte. Der Rücken, die äußere Seite der Vorder- und Hintergliedmaßen, der obere Teil des Kopfes und des Schwanzes sind bräunlich gefärbt. Der Bauch, der untere Teil des Kopfes, die Innenseite der Ohren sind weiß gefärbt. Da das Tier nachtaktiv ist, besitzt es sehr große Augen am Kopf.

## Verbreitung

Verbreitungsgebiet des Südlichen Gleithörnchens und seiner Unterarten

Das Artareal des Südlichen Gleithörnchens reicht von der südlichen Atlantikküste Kanadas bis zu den Great Lakes südwärts über die Osthälfte der Vereinigten Staaten bis an die Golfküste. In Mittelamerika setzt es sich zerstreut über die Kordilleren bis nach Honduras fort. Die Vorkommen folgen der Verbreitung von Mischwäldern in gemäßigten und subtemperatem Klima. Im Norden wird das Vorkommen vor allem durch die Ablösung dieser Vegetation durch den borealen Nadelwald beschränkt. Die Verbreitungsgrenze deckt sich weitgehend mit der Grenze zwischen Kanada und den USA, lediglich im südlichen Québec stößt das Südliche Gleithörnchen auf größerer Fläche nach Kanada vor. Nach Westen hin begrenzen geringe Niederschläge den gemäßigten Mischwald und begünstigen stattdessen die Great Plains, die Verbreitungsgrenze folgt hier in etwa den 40- und 50-mm-Jahresisohyeten. Zur Atlantikküste hin gibt es aufgrund der regelmäßigen Niederschläge und der weitreichenden Mischwälder keine größeren Verbreitungslücken. Im Süden begrenzt die Golfküste das Verbreitungsgebiet, hier fehlt die Art nur am Südwestzipfel Floridas.
Die inselartigen mittelamerikanischen Vorkommen erstrecken sich entlang der feuchten West- und Osthänge der Kordilleren, sind aber nur schlecht erforscht. In der Sierra Madre Occidental zwischen Chihuahua und Sonora wird eine Population vermutet, die in der Unterart G. volans madrensis zusammengefasst wird. Ihr Status ist unsicher, weil sie nur anhand von zwei Exemplaren aus den 1920er Jahren belegt ist. In der Sierra Madre Oriental erstreckt sich ein Vorkommen vom südlichen Tamaulipas bis nach Zentralveracruz, das in die Unterart G. v. herreranus gestellt wird. Möglicherweise reicht es über die Eichenwälder der Sierra Volcánica Transversal bis nach Michoacán, von wo eine einzelne Sichtung vorliegt.

## Lebensweise
Bei drohender Gefahr springt das Tier von Ästen ab und lässt sich, dank seiner Hautfalte, wie ein Gleitschirm zu Boden fallen, damit können Entfernungen von 20 bis 50 Metern überbrückt werden. Auf dem Erdboden angekommen sucht es schnell den nächsten Baum auf um wieder in die Baumkronen zu gelangen, da es sich am Boden nur sehr unbeholfen fortbewegen kann. Den Tag verschläft es in Baumhöhlen. Bei Anbruch der Dämmerung geht es auf die Jagd nach Insekten, es verschmäht aber auch nicht Vogeleier, Nüsse, Eicheln und andere Waldfrüchte, die es findet. Zu seinen natürlichen Feinden zählen vor allem Eulen und Marder. Für den Winter legt es größere Vorräte an, welche es unter Bäumen vergräbt. Im Winter finden sich die ansonsten als Einzelgänger lebenden Tiere in kleinen Gruppen von bis zu 15 Tieren zusammen, um sich gegenseitig zu wärmen, dies senkt den Energiebedarf eines Einzeltiers um ca. 30 %, zudem senkt es das Risiko, von möglichen Fressfeinden überrascht zu werden.

## Fortpflanzung
Das Weibchen bringt zweimal im Jahr nach einer Tragzeit von einem Monat drei bis sechs Junge zur Welt.

## Parasiten
Die Tierläuse Hoplopleura trispinosa, Microphthirus uncinatus und Neohaematopinus sciuropteri sind typische Ektoparasiten. Sie befallen außer dem Südlichen auch das Nördliche Gleithörnchen.

## Gefährdung und Schutzmaßnahmen
Obwohl der Lebensraum der Art örtlich durch Baumfällung zerstört wird, ist sie noch relativ weit verbreitet und auch in Schutzgebieten anzutreffen. Die IUCN listet sie als nicht gefährdet (least concern).